# اکو (مارول کمیکس)
اکو (به انگلیسی: Echo) با نام اصلی مایا لوپز (به انگلیسی: Maya Lopez) که با عنوان رونین نیز شناخته می‌شود، یک شخصیت خیالی ابرقهرمان در کتاب‌های کمیک منتشر شده توسط مارول کامیکس است. این شخصیت توسط دیوید مک و جو کوئسادا خلق شده و برای اولین بار در بی‌باک شماره ۹ام (دسامبر ۱۹۹۹) معرفی شد. اکو مکمل شخصیت بی‌باک است. وی سرخ‌پوست بوده و از معدود ابرقهرمانانی است که ناشنوا هستند. زمانی که وی به «اکو» تبدیل می‌شود می‌توان به راحتی و از روی جای دست سفید بر روی صورتش او را شناسایی کرد. اکو معشوقه شخصیت ابرقهرمان شوالیه ماه است.
جدا از کتاب‌های کامیک، شرکت مارول از اکو در دیگر کالاهای خود از جمله پوشاک، اسباب‌بازی، ورق بازی، انیمیشن‌های تلویزیونی و بازی‌های رایانه‌ای استفاده کرده است.
الاکوآ کاکس نقش این شخصیت را در مجموعهٔ تلویزیونی هاکای و مجموعه اختصاصی این شخصیت، اکو به تصویر کشید.